# Lautari (Čabar)
Pour les articles homonymes, voir Lăutari (homonymie).
Lautari est une localité de Croatie située dans la municipalité de Čabar, dans le comitat de Primorje-Gorski Kotar. Le nom du village signifie « musiciens » et provient de l'istro-roumain « Lăutari ». En 2001, la localité comptait 14 habitants.

## Démographie
| 1948 | 1953 | 1961 | 1971 | 1981 | 1991 | 2001 |
| ---- | ---- | ---- | ---- | ---- | ---- | ---- |
| 49   | 60   | 55   | 47   | 41   | 33   | 14   |